# Associação Nacional de Pós-Graduação em Filosofia
A Associação Nacional de Pós-Graduação em Filosofia é uma organização acadêmica brasileira que reúne os cursos de pós-graduação em filosofia a nível de mestrado e doutorado reconhecidos pela Coordenação de Aperfeiçoamento de Pessoal de Nível Superior. Tem a finalidade de promover maior integração dos cursos de pós-graduação em filosofia, bem como defender seus interesses junto aos órgãos competentes, estimulando a investigação filosófica no país e o debate acadêmico e cultural ligado à área. A ANPOF realiza, a cada dois anos, Encontros Nacionais com apoio de Instituições de Ensino Superior que acolhem o evento, almejando a integração e conhecimento mútuos entre os diversos programas de pós-graduação em filosofia.

## História
A ANPOF foi fundada em março de 1983, em reunião de coordenadores de programas pós-graduação em filosofia com o Conselho Nacional de Desenvolvimento Científico e Tecnológico, em Brasília. A intenção era reunir sob uma mesma Associação os programas de pós-graduação em filosofia, que começavam a se expandir. Desde então, a cada dois anos se realizam os Encontros Nacionais e, neles, elegem-se as novas Diretorias da ANPOF.

### Lista de Encontros Nacionais
- I Encontro Nacional de Filosofia – Diamantina, MG, de 30 de julho a 03 de agosto de 1984;
- II Encontro Nacional de Filosofia – São Paulo, SP, de 15 a 19 de setembro de 1986;
- III Encontro Nacional de Filosofia – Gramado, RS, 1988;
- IV Encontro Nacional de Filosofia – Rio de Janeiro, RJ, 1990;
- V Encontro Nacional de Filosofia – Diamantina, MG, de 19 a 23 de outubro de 1992;
- VI Encontro Nacional de Filosofia – Águas de Lindoia, SP, de 05 a 10 de outubro de 1994;
- VII Encontro Nacional de Filosofia – Águas de Lindoia, SP, de 19 a 24 de outubro de 1996;
- VIII Encontro Nacional de Filosofia – Caxambu, MG, de 25 a 30 de setembro 1998;
- IX Encontro Nacional de Filosofia – Poços de Caldas, MG, de 03 a 08 de outubro de 2000;
- X Encontro Nacional de Filosofia – São Paulo, SP, de 29 de setembro a 03 de outubro de 2002;
- XI Encontro Nacional de Filosofia – Salvador, BA, de 18 a 22 de outubro de 2004.
- XII Encontro Nacional de Filosofia – Salvador, BA, de 23 a 27 de outubro de 2006.
- XIII Encontro Nacional de Filosofia – Gramado, RS, de 6 a 10 de outubro de 2008.
- XIV Encontro Nacional de Filosofia – Águas de Lindoia, de SP, 4 a 8 de outubro de 2010.
- XV Encontro Nacional de Filosofia – Curitiba, PR, de 22 a 26 de outubro de 2012.
- XVI Encontro Nacional de Filosofia – Campos do Jordão, SP, de 27 a 31 de outubro de 2014.
- XVII Encontro Nacional de Filosofia – Aracaju, SE, 17 a 21 de outubro de 2016.
- XVIII Encontro Nacional de Filosofia – Vitória, ES, 22 a 26 de outubro de 2018.

### Lista de Presidentes da ANPOF e seus mandatos
| José Arthur Giannotti (USP)                   | 1983-1984 |
| Denis Rosenfield (UFRGS)                      | 1984-1986 |
| Valerio Rohden (UFRGS)                        | 1986-1988 |
| Olinto Antonio Pegoraro (UERJ)                | 1988-1990 |
| Bento Prado de Almeida Ferraz Junior (UFSCar) | 1990-1992 |
| José Henrique Santos (UFMG)                   | 1992-1994 |
| Bento Prado de Almeida Ferraz Junior (UFSCar) | 1994-1996 |
| Oswaldo Giacoia Junior (Unicamp)              | 1996-1998 |
| Marilena de Souza Chauí (USP)                 | 1998-2000 |
| Pablo Rubén Mariconda (USP)                   | 2000-2001 |
| Fátima Regina Rodrigues Évora (Unicamp)       | 2001-2002 |
| João Carlos Salles Pires da Silva (UFBA)      | 2002-2004 |
| João Carlos Salles Pires da Silva (UFBA)      | 2004-2006 |
| Álvaro Valls (UFRGS/Unisinos)                 | 2006-2008 |
| Edgar Marques (UFMG/UFF/UERJ)                 | 2008-2010 |
| Vinicius Figueiredo (UFPR)                    | 2010-2012 |
| Marcelo Carvalho (Unifesp)                    | 2012-2014 |
| Marcelo Carvalho (Unifesp)                    | 2014-2016 |
| Adriano Correia (UFG)                         | 2016-2018 |
| Adriano Correia (UFG)                         | 2018-2020 |
| Susana de Castro (UFRJ)                       | 2020-2022 |
| Érico Andrade (UFPE)                          | 2022-2024 |

## Estrutura
A ANPOF é composta por uma diretoria eleita para mandato de dois anos e por grupos de trabalho (GT) criados pelos membros da associação, tendo por finalidade integrar as atividades de pesquisa das diversas áreas relacionadas aos programas de pós-graduação através da aprovação e apresentação de trabalhos acadêmicos. A ANPOF conta com mais de 60 GT's, chegando a quase 2000 comunicações por Encontro, completamente abertas ao público em geral.

## Premiações

### Prêmio ANPOF de Teses e Dissertações
Esta associação criou o "Prêmio ANPOF" com o objetivo de reconhecer a melhor dissertação de mestrado e melhor tese de doutorado dentre as investigações filosóficas selecionadas pelos Programas de Pós-Graduação stricto sensu (PPG) de universidades brasileiras associados à ANPOF e pela comissão de avaliação do prêmio.
O Prêmio ANPOF confere certificados de premiação a ser entregue ao estudante de mestrado/doutorado, ao professor orientador, ao eventual coorientador e ao PPG em que foram defendidas a dissertação e a tese vencedoras. A ANPOF poderá financiar a publicação dos trabalhos em formato digital, desde que haja interesse da parte dos ganhadores. Esta premiação poderá conceder menções honrosas aos trabalhos que forem selecionados para a última etapa.
Durante a primeira edição do Prêmio em 2004, Alexandre Noronha Machado, doutor em filosofia pela Universidade Federal do Rio Grande do Sul (UFRGS) e autor da tese de doutorado "Lógica e Forma de Vida: Wittgenstein e a Natureza da Necessidade Lógica e da Filosofia" desenvolvida sob orientação do professor Paulo Faria, foi o primeiro ganhador do Prêmio ANPOF.

### Prêmio Filósofas de Distinção Acadêmica
O Prêmio Filósofas de Distinção Acadêmica em Mestrado e Doutorado é outorgado conjuntamente pela Rede Brasileira de Mulheres Filósofas e a ANPOF a uma dissertação de mestrado e a uma tese de doutorado produzidas por filósofas e defendidas nos PPG associados à ANPOF.
O Prêmio Filósofas consiste em certificados de premiação outorgados à autora da investigação, à orientadora ou orientador, à eventual co-orientadora ou co-orientador e ao PPG em que foram defendidas a dissertação e a tese vencedoras, além da publicação dos trabalhos pela Editora PUC-Rio e eventuais co-editoras. Esta premiação poderá conceder menções honrosas aos trabalhos que forem selecionados para a última etapa.
Em sua primeira edição, ocorrida em 2020, a ANPOF e a Rede Brasileira de Mulheres Filósofas recebeu a indicação de 33 dissertações de mestrado e 18 teses de doutorado de mulheres defendidas entre 2017 e 2020 e que havia sido indicados pelas coordenações dos PPG em Filosofia associados.

#### Primeiras vencedoras
Durante essa primeira edição do Prêmio de 2020, as primeiras ganhadoras do Prêmio Filósofas no âmbito das teses de doutorado foram:
- Vencedora na categoria doutorado: Cassiana Lopes Stephan, doutora em filosofia pela Universidade Federal do Paraná (UFPR) e autora da tese "Amor pelo avesso: de Afrodite a Medusa. Estética da existência entre antigos e contemporâneos" desenvolvida sob orientação do professor André Macedo Duarte e co-orientação da professora Inara Zanuzzi;[10][11][12]
- Menção honrosa de doutorado: Mariana Kuhn de Oliveira, doutora em filosofia pela Universidade Federal do Rio Grande do Sul (UFRGS) e autora da tese "Além da legitimidade: as condições da estabilidade do corpo político frente à ameaça das emoções disruptivas" desenvolvida sob orientação do professor Paulo MacDonald;
- Menção honrosa de doutorado: Ana Cláudia Lopes, doutora em filosofia pela Universidade Estadual de Campinas (UNICAMP) e autora da tese "Norma e utopia: a transformação da Ética do Discurso na Teoria Crítica de Seyla Benhabib" desenvolvida sob orientação da professora Yara Frateschi.[13]

Nessa mesma edição, as primeiras ganhadoras do Prêmio Filósofas no âmbito das dissertações de mestrado foram:
- Vencedora na Categoria mestrado: Kamila Cristina Babiuki, mestra em filosofia pela Universidade Federal do Paraná (UFPR) e autora da dissertação "O debate sobre o gênio no Iluminismo francês: o caso Diderot" desenvolvida sob orientação do professor Rodrigo Brandão.[14]
- Menção honrosa de mestrado: Carmel da Silva Ramos, mestra em Lógica e Metafísica pela Universidade Federal do Rio de Janeiro (UFRJ) e autora da dissertação "Conservar a vida e não temer a morte: filosofia prática na correspondência entre Descartes e Elizabeth" desenvolvida sob orientação do professor Ulysses Pinheiro;[15]
- Menção honrosa de mestrado: Priscila Aragão Zaninetti, mestra em filosofia pela Universidade Federal de São Carlos (UFSCAR) e autora da dissertação "O conceito de História em Voltaire" desenvolvida sob orientação do professor José Eduardo Marcos Baioni.